# Верхняя Тозьма
Верхняя Тозьма — река в России, протекает в Вологодской области, в Великоустюгском районе. Устье реки находится в 91 км по правому берегу реки Сухона. Длина реки составляет 2 км. Река образуется слиянием Малой Тозьмы (левая составляющая) и Большой Тозьмы (правая составляющая).
Река впадает в Сухону около пристани Тозьма и нежилой деревни Верхняя Тозьма.

## Данные водного реестра
По данным государственного водного реестра России относится к Двинско-Печорскому бассейновому округу, водохозяйственный участок реки — Северная Двина от начала реки до впадения реки Вычегда, без рек Юг и Сухона (от истока до Кубенского гидроузла), речной подбассейн реки — Сухона. Речной бассейн реки — Северная Двина.
Код объекта в государственном водном реестре — 03020100312103000009487.